# Маера (Вибо Валенција)
Маера је насеље у Италији у округу Вибо Валенција, региону Калабрија.
Према процени из 2011. у насељу је живело 123 становника. Насеље се налази на надморској висини од 631 м.